# Hermann Wiebe
Friedrich Carl Hermann Wiebe (Toruń, Prússia Ocidental, 27 de outubro de 1818 — Berlim, 26 de março de 1881) foi um engenheiro alemão. Especialista em construção de moinhos, foi o primeiro reitor da Universidade Técnica de Berlim.